# Carneville
Carneville é uma comuna francesa na região administrativa da Normandia, no departamento Mancha. Estende-se por uma área de 6,89 km². Em 2010 a comuna tinha 241 habitantes (densidade: 35 hab./km²).